# Mistrovství Slovenska ve sportovním lezení
Mistrovství Slovenska ve sportovním lezení (slovensky: Majstrovstvá Slovenska v športovom lezení / MSR) jsou národní mistrovství a nejvyšší soutěže ve sportovním lezení na Slovensku, organizuje je Slovenský horolezecký spolek JAMES (SHS James). Mistrovství byla často otevřená jako mezinárodní a na prvních místech se několikrát umístili také čeští reprezentanti.
V roce 2015 a 2016 byly závody součástí Slovenského poháru.

## Kalendář závodů
| Rok  | Datum             | Místo                              | Disciplíny | Disciplíny | Disciplíny | Slovenský pohár | Poznámka                                    |
| Rok  | Datum             | Místo                              | obtížnost  | rychlost   | bouldering | Slovenský pohár | Poznámka                                    |
| ---- | ----------------- | ---------------------------------- | ---------- | ---------- | ---------- | --------------- | ------------------------------------------- |
| 1993 | 20.-21. listopadu | Považská Bystrica                  | 50         | —          | —          | finále ČSP      | ,                                           |
| 2002 | 23.-24. listopadu | Považská Bystrica                  | 36+11      | —          | —          |                 |                                             |
| 2003 | 12.-13. dubna     | Bratislava, Estrádní hala PKO      | —          | —          | 50+14      |                 |                                             |
| 2003 | 25.-26. října     | Považská Bystrica                  | ano        | ano        |            |                 | superfinále ženy                            |
| 2004 | 22. května        | Žilina, náměstí                    | —          | —          | 35+9       |                 | ,                                           |
| 2004 | 27. listopadu     | Košice, stěna SOUPaT               | 32+10      | —          | —          | finále          | Slovensko                                   |
| 2006 | 13. května        | Banská Bystrica, náměstí           | —          | —          | 41+20      |                 | ,                                           |
| 2011 | 9.-10. dubna      | Bratislava, Aupark                 | —          | —          | ano        |                 |                                             |
| 2012 | 16. března 2013   | Bratislava, K2                     | —          | —          | ano        | 2012            | dodatečně až v březnu na konci zimní sezóny |
| 2013 | 7. prosince       | Bratislava, K2                     | ano        | ano        | —          |                 |                                             |
| 2014 | 5.-6. dubna       | Bratislava, Aupark Shopping Center | —          | —          | ano        |                 |                                             |
| 2014 | 18. října         | Bratislava, K2                     | ano        | ano        | —          |                 |                                             |
| 2015 | 31. října         | Považská Bystrica                  | ano        | —          | —          | 5. /5           |                                             |
| 2016 | 11. března        | Prešov, Outdoorpark                | —          | —          | ano        |                 |                                             |
| 2016 | 3. prosince       | Bratislava, K2                     | ano        | —          | —          | 7. /7           | , , hl. rozhodčí Tomáš Mrázek               |
| 2017 | 11. března        | Prešov, Outdoorpark                | —          | —          | ano        |                 |                                             |
| 2017 | 9. prosince       | Bratislava, K2                     | ano        | —          | —          |                 | , , +EP a MSR v drytoolingu                 |

## Obtížnost

### Muži
- 1993: 1. Anton Pacek, Marek Havlík , 3. Igor Kollár
- 1999: 1. Marek Repčík, 2. Peter Doležaj
- 2002: 1. Marek Repčík, 2. Peter Doležaj, 3. Marek Leitman, 4. Peter Topercer, 5. Martin Fojtík , 6. Ondrej Švub, 8. Rostislav Tomanec
- 2003: 1. Juraj Repčík, 2. Peter Doležaj, 3. Ondrej Švub, 8. Libor Hroza , 14. Rostislav Tomanec
- 2004: 1. Juraj Repčík, 2. Ondrej Švub, 3. Marek Leitman
- 2015: 1. Štefan Bednár, 2. Kubo Kováčik, 3. Miroslav Rojko
- 2016: 1. Tomáš Plevko, 2. Kubo Kováčik, 3. Štefan Bednár
- 2017: 1. Jakub Konečný , 2. Dávid Šatánek, 3. Štefan Bednár, 5. Štěpán Volf

### Ženy
- 1993: 1. Barbara Stránská , 2. Stanislava Bražinová , 3. Eva Linhartová
- 2001: 1. Zuzana Čintalová
- 2002: 1. Zuzana Čintalová, 2. Petra Tomanová, 2. Katarína Čintalová, 4. Lenka Mičicová, 4. Katarína Fickuliaková, 6. Zuzana Bušfyová, 6. Denisa Šulcová
- 2003: 1. Lucie Hrozová , 1. Zuzana Čintalová, 3. Petra Tomanová
- 2004: 1. Zuzana Čintalová, 2. Petra Tomanová, 3. Katarína Čintalová
- 2015: 1. Vanda Michalková, 2. Lenka Mičicová, 3. Lydia Baranovičová
- 2016: 1. Vanda Michalková, 2. Petra Formanová , 3. Katka Pivoňková, 6. Aneta Loužecká , 7. Anna Deuserová
- 2017: 1. Vanda Michalková, 2. Amelie Kühne , 3. Andrea Dancsová, 11. Lenka Furdíková

## Rychlost

### Muži
- 2003: 1. Libor Hroza , 2. Peter Doležaj, 3. Ondrej Švub

### Ženy
- 2003: 1. Lucie Hrozová , 2. Petra Tomanová, 3. Dominika Kováčiková

## Bouldering

### Muži
- 2003: 1. Radek Souček, , 2. Peter Doležaj, 3. Andrej Chrastina, 4. Jiří Přibil , 5. Marek Repčík. 6. Csaba Komondi
- 2004: 1. Karel Černý , 2. Martin Eckert, 3. Andrej Chrastina, 4. Juraj Repčík, 5. Jan Zbranek , 6. Vlado Strieženec
- 2012: 1. Ondrej Švub, 2. Matej Švub, 3. Peter Doležaj

### Ženy
- 2003: 1. Věra Kotasová , 2. Zuzana Čintalová, 3. Simona Ulmonová , 4. Katarína Čintalová, 5. Katarína Fickuliaková, 6. Lucie Rajfová
- 2004: 1. Zuzana Čintalová, 2. Lenka Mičicová, 3. Anna Jarek , 4. Katarína Čintalová, 5. Petra Tomanová, 6. Denisa Šulcová
- 2012: 1. Katarína Fickuliaková, 2. Lenka Mičicová, 3. Petra Růžičková , 4. Zuzana Štefanská
- 2016: 1. Vanda Michalková

## České medaile
- 2003: Lucie Hrozová obtížnost
- 2003: Lucie Hrozová rychlost
- 2003: Libor Hroza rychlost
- 2003: Věra Kotasová bouldering
- 2004: Radek Souček bouldering
- 2004: Karel Černý bouldering
- 2017: Jakub Konečný obtížnost